# Nashua, Montana
Nashua är en ort i Valley County i delstaten Montana, USA.